# 孙宗慰

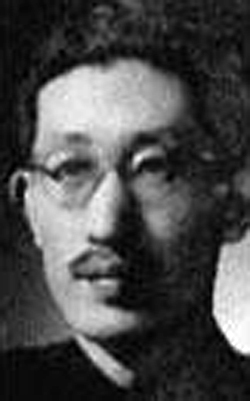
孙宗慰

孙宗慰（1912年7月—1979年5月）江苏常熟人。中华民国及中华人民共和国画家。

## 生平
1938年，孙宗慰毕业于国立中央大学艺术科。曾任国立中央大学艺术科副研究员，国立北平艺专副教授。后来历任中央美术学院、中央戏剧学院副教授、教授。
孙宗慰是开拓少数民族题材中国现代美术的美术家之一。在中华人民共和国成立后不久，他调入中央戏剧学院，为建立中华人民共和国第一个舞台美术的教学体系作出了贡献。

## 作品
主要作品有《青年学生访问工厂》、《蒙藏人民生活》、《塞上行》等。